# Mit einem Fuß im Himmel
Mit einem Fuß im Himmel (Alternativtitel: Mit einem Bein im Himmel) ist ein US-amerikanischer Spielfilm aus dem Jahr 1941 nach dem biographischen Roman One Foot in Heaven – The Life of a Practical Parson von Hartzell Spence, der 1940 erschien.

## Handlung
William Spence lebt 1904 im kanadischen Stratford. Nachdem er einen evangelischen Prediger gehört hat, ändert er seine Pläne für die nahe Zukunft. Anstatt eine medizinische Schule zu besuchen, will er sich der Priesterschaft zuwenden. Williams erster Posten ist als Priester einer Methodistengemeinde in einer Kleinstadt im US-Bundesstaat Iowa. Mit seiner Frau Hope schafft er es, das verfallene Pfarrhaus wieder instand zu setzen.
Die Spences ziehen in der Folge von Gemeinde zu Gemeinde. Das Ehepaar bekommt zwei Kinder, Eileen und Hartzell. Während der Kriegsjahre kann William das Familieneinkommen durch das Abhalten von Hochzeitszeremonien aufbessern. Hope wird ein drittes Mal schwanger und bringt einen Jungen zur Welt. Das Ehepaar kann sich zuerst nicht auf einen Namen für den Nachwuchs einigen. Hope möchte den Jungen William junior nennen, doch William schlägt vor, ihm den zweiten Vornamen Frazer zu geben. Hartzell kann nicht mit dem Gedanken umgehen, dass ein Priestersohn ein gutes Beispiel für andere Jungen abgeben soll. William erklärt ihm, dass eine Pastorenfamilie auf einem Drahtseil spazieren gehe, immer mit einem Bein auf der Erde und mit dem anderen im Himmel.
William wird erzählt, dass man seinen Sohn Hartzell in einem Kino gesehen habe, etwas, was zu der Zeit für Methodisten verboten war. William begleitet Hartzell ins Kino und will ihm zeigen, warum Filme schlecht für die Menschen seien. In dem gezeigten Film spielt William S. Hart die Hauptrolle. Der Film beeindruckt den Priester, der am folgenden Sonntag in seiner Predigt den Gemeindemitgliedern nahelegt, dass auch junge Leute den älteren Menschen etwas beibringen können.
Die 1920er Jahre erweisen sich als wirtschaftlich erfolgreich, allerdings nicht für die Spences, deren Pfarrhaus in Denver ziemlich heruntergekommen ist. William will eine neue Kirche und ein neues Pfarrhaus bauen, doch Machtkämpfe und Intrigen innerhalb der Gemeinde lassen die Pläne scheitern. Als er sich weigert, den Chauffeur der wohlhabenden Lydia Sandow nicht mehr zu besuchen, verlässt Mrs. Sandow die Gemeinde. William löst den schlechten Kirchenchor auf und ersetzt ihn durch einen Kinderchor. Die Chorleiterin Mrs. Thurston verlässt ebenfalls die Gemeinde. Hartzell wird von der Schule gewiesen, weil er angeblich ein Mädchen geschwängert habe.
William macht sich auf die Suche nach der Familie des Mädchens, die inzwischen in Kalifornien lebt. Dort erkennt William, dass an den Gerüchten nichts dran ist. Zurück in Denver konfrontiert er die Thurstons, die das Gerücht der Schwangerschaft in Umlauf gesetzt haben, mit seinen Erkenntnissen. Er stellt sie vor die Wahl, sich vor der Gemeinde dafür verantworten zu müssen oder eine gewisse Summe in den Kirchenfonds einzuzahlen. Ein Jahr später ist die neue Kirche gebaut und die Spences können das neue Pfarrhaus beziehen. Sie sind sich bewusst, dass sie nur kurze Zeit hier wohnen werden, da William schon eine neue Stelle in Aussicht hat. William weiß aber auch, dass er eine wieder aufgeblühte Gemeinde zurücklässt.

## Kritiken
„Der Film gibt im optimistischen Hollywoodstil Einblicke in die Praxis der amerikanischen Methodistenbewegung, ihre Erneuerungsbestrebungen, die Alltagssorgen einer Pfarrersfamilie und den Ernst ihres christlichen Bekenntnisses. Dank der humorvollen Darstellung ein glaubwürdiges Zeugnis.“

„[…] heiterer und mitfühlender Film, eine exzellente Charakterstudie.“

„Eine warme und menschliche Moralpredigt für Gottesfurcht. […] Die einzigen Fehler des Films liegen in der Langatmigkeit der ersten Hälfte und in der Tendenz des Regisseurs Irving Rapper, die hektischen Jahre der Depression nach dem Krieg zu überspringen.“

## Auszeichnungen
1942 wurde die Produktion der Warner Bros. in der Kategorie Bester Film für den Oscar nominiert, unterlag jedoch dem Drama So grün war mein Tal von John Ford.

## Hintergrund
Der Film wurde am 2. Oktober 1941 in Washington, D.C. uraufgeführt. In Deutschland erschien er erstmals im Januar 1947. Im deutschen Fernsehen wurde er auch unter dem Titel Schritt in den Himmel ausgestrahlt.
William S. Hart, dessen Western The Silent Man aus dem Jahr 1917 der Film ist, den sich William und Hartzell Spence im Kino anschauen, war Ehrengast bei der Hollywoodpremiere des Films.
Hartzells Spence-Biographie, die Grundlage des Drehbuchs war, basiert auf dem Leben seines Vaters William Spence, der von 1904 bis in die 1920er Jahre hinein als Methodistenpfarrer in Iowa und Colorado tätig war.
Kleine Nebenrollen spielten Chester Conklin und Gig Young.
Für Hauptdarsteller Fredric March war der Film eine Art Glücksgriff. Nicht nur war er eine Herausforderung für ihn, da die Geschichte sich über 20 Jahre erstreckte. March gehörte zu der Zeit einer Gruppe von Schauspielern an (unter ihnen auch Franchot Tone und James Cagney), die vom Ausschuss für unamerikanische Umtriebe wegen ihrer Unterstützung liberaler Projekte angehört werden sollten. Zwar wurden alle beschuldigten Schauspieler freigesprochen, dennoch war ihr Ruf beschädigt.
Irving Rapper arbeitete hier erst zum zweiten Mal als Regisseur. Er ersetzte den ursprünglich engagierten Anatole Litvak, für den er vorher als Dialogregisseur tätig war. Unterstützt wurde Rapper von Methodistenpfarrer und Autor Norman Vincent Peale, der Rapper und die Schauspieler, insbesondere March und Scott, beriet.